# Harry Bates
Harry Bates (ur. 9 października 1900 w Pittsburghu, zm. wrzesień 1981) – amerykański pisarz i wydawca SF; twórca i wydawca magazynu Astounding Science Fiction.
Na podstawie opowiadania Harry’ego Batesa „Rozstanie z Panem” (Farewell to the Master) w 1951 roku został nakręcony film Dzień, w którym zatrzymała się Ziemia. W 2008 nakręcono remake pod tym samym tytułem z Keanu Reevesem w roli Klaatu. W 1973 roku. opowiadanie zostało również przerobione na komiks i wydane w wydawnictwie Marvel Comics. Sukces opowiadania upatruje się w nowatorskim przedstawieniu przybyszy z kosmosu. Od czasu Wojny światów H.G. Wellsa (1898) kosmici byli przedstawiani jako brzydkie, złośliwe i agresywne potwory, bez zasad moralnych i etycznych. Tymczasem w opowiadaniu Batesa spotykamy się po raz pierwszy z przybyszem górującym nad ludźmi nie tylko wiedzą, ale również urodą i, przede wszystkim, zasadami moralnymi.